# Henry Kessler
Henry Kessler (New York, 25 giugno 1998) è un calciatore statunitense, difensore del St. Louis City.

## Carriera

### Club
Cresciuto nel settore giovanile dei New York Red Bulls, trascorre poi due stagioni con il Beachside Soccer Club e altrettante con i Virginia Cavaliers, prima di dichiararsi per l'MLS SuperDraft del 2020, in cui viene chiamato con la sesta scelta assoluta dal New England Revolution.
Debutta con i Revs il 29 febbraio, nella partita persa per 2-1 contro il Montréal Impact; impostosi subito come titolare nel ruolo, il 23 settembre segna la prima rete in carriera, nell'incontro vinto per 3-1 contro il Montréal Impact.

### Nazionale
Dopo aver esordito con l'Under-23 statunitense nel marzo del 2021, viene convocato per la fase finale della CONCACAF Gold Cup 2021 dopo l'infortunio di Walker Zimmerman. Esordisce in nazionale maggiore nei minuti finali della finale vinta ai supplementari contro il Messico.

## Statistiche

### Presenze e reti nei club
Statistiche aggiornate al 7 dicembre 2020.
| Stagione        | Squadra         | Campionato      | Campionato | Campionato | Coppe nazionali | Coppe nazionali | Coppe nazionali | Coppe continentali | Coppe continentali | Coppe continentali | Altre coppe | Altre coppe | Altre coppe | Totale | Totale | Totale |
| Stagione        | Squadra         | Comp            | Pres       | Reti       | Comp            | Pres            | Reti            | Comp               | Pres               | Reti               | Comp        | Pres        | Reti        | Pres   | Reti   |        |
| --------------- | --------------- | --------------- | ---------- | ---------- | --------------- | --------------- | --------------- | ------------------ | ------------------ | ------------------ | ----------- | ----------- | ----------- | ------ | ------ | ------ |
| 2020            | N.E. Revolution | MLS             | 19+4       | 1          | -               | -               | -               | -                  | -                  | -                  | MLST        | 3           | 0           | 26     | 1      |        |
| Totale carriera | Totale carriera | Totale carriera | 19+4       | 1          |                 | -               | -               |                    | -                  | -                  |             | 3           | 0           | 26     | 1      |        |

### Cronologia presenze e reti in nazionale
| Cronologia completa delle presenze e delle reti in nazionale ― Stati Uniti | Cronologia completa delle presenze e delle reti in nazionale ― Stati Uniti | Cronologia completa delle presenze e delle reti in nazionale ― Stati Uniti | Cronologia completa delle presenze e delle reti in nazionale ― Stati Uniti | Cronologia completa delle presenze e delle reti in nazionale ― Stati Uniti | Cronologia completa delle presenze e delle reti in nazionale ― Stati Uniti | Cronologia completa delle presenze e delle reti in nazionale ― Stati Uniti | Cronologia completa delle presenze e delle reti in nazionale ― Stati Uniti |
| Data                                                                       | Città                                                                      | In casa                                                                    | Risultato                                                                  | Ospiti                                                                     | Competizione                                                               | Reti                                                                       | Note                                                                       |
| -------------------------------------------------------------------------- | -------------------------------------------------------------------------- | -------------------------------------------------------------------------- | -------------------------------------------------------------------------- | -------------------------------------------------------------------------- | -------------------------------------------------------------------------- | -------------------------------------------------------------------------- | -------------------------------------------------------------------------- |
| 1-8-2021                                                                   | Paradise                                                                   | Stati Uniti                                                                | 1 – 0 dts                                                                  | Messico                                                                    | Gold Cup 2021 - Finale                                                     | -                                                                          | 120+1’                                                                     |
| 18-12-2021                                                                 | Los Angeles                                                                | Stati Uniti                                                                | 1 – 0                                                                      | Bosnia ed Erzegovina                                                       | Amichevole                                                                 | -                                                                          |                                                                            |
| Totale                                                                     |                                                                            | Presenze                                                                   | 2                                                                          |                                                                            | Reti                                                                       | 0                                                                          |                                                                            |

## Palmarès

### Club

#### Competizioni nazionali
- MLS Supporters' Shield: 1

New England Revolution: 2021

### Nazionale
- Gold Cup: 1

Stati Uniti 2021